# Rhagadochir virgo
Rhagadochir virgo is een insectensoort uit de familie Archembiidae, die tot de orde webspinners (Embioptera) behoort. De soort komt voor in Congo-Kinshasa.
Rhagadochir virgo is voor het eerst wetenschappelijk beschreven door Ross in 1960.